# Женская сборная Австрии по хоккею с шайбой
Женская сборная Австрии по хоккею с шайбой представляет Австрию на международных турнирах по хоккею с шайбой. Управляется Федерацией хоккея Австрии. Главный тренер сборной — Пер Христиан Ингве.
Первый официальный матч сыграла 31 марта 2001 года против Венгрии (1:4).
На данный момент сборная занимает пятнадцатое место в мировом рейтинге. Лучшее достижение сборной — 12-е место на чемпионатах мира 2011 и 2012 годов.

## Выступления на чемпионатах мира
- 2004 — 22-е место (первое место в дивизионе III, переход в дивизион II)
- 2005 — 19-е место (пятое место в дивизионе II)
- 2007 — 19-е место (четвёртое место в дивизионе II)
- 2008 — 16-е место (первое место в дивизионе II, переход в дивизион I)
- 2009 — 13-е место (четвёртое место в дивизионе I)
- 2011 — 12-е место (четвёртое место в дивизионе I)
- 2012 — 12-е место (четвёртое место в дивизионе IA)